# Santa Catarina Buenavista
Santa Catarina Buenavista är en ort i Mexiko.   Den ligger i kommunen Huautepec och delstaten Oaxaca, i den sydöstra delen av landet, 290 km sydost om huvudstaden Mexico City. Santa Catarina Buenavista ligger 1 229 meter över havet och antalet invånare är 705.
Terrängen runt Santa Catarina Buenavista är bergig söderut, men norrut är den kuperad. Terrängen runt Santa Catarina Buenavista sluttar söderut. Runt Santa Catarina Buenavista är det ganska glesbefolkat, med 36 invånare per kvadratkilometer. Närmaste större samhälle är Huautla de Jiménez, 7,2 km nordväst om Santa Catarina Buenavista. I omgivningarna runt Santa Catarina Buenavista växer i huvudsak städsegrön lövskog.